# Cesare Lucatelli
Cesare Lucatelli (Roma, 20 aprile 1823 – Roma, 21 settembre 1861) è stato un patriota italiano.

## Biografia
Difensore della Repubblica di Venezia nel 1848 e della Repubblica romana nel 1849, insorse nel 1853 con il fratello Annibale Lucatelli e venne imprigionato fino al 1858.
Nel 1861 fu condannato a morte, dopo un processo in cui non furono ammessi i testimoni a discarico, sotto l'accusa di aver ucciso un gendarme pontificio. La condanna fu eseguita in piazza Bocca della Verità. 
Fu sepolto al Cimitero del Verano.